# 펠리피 지 올리베이라 시우바
펠리피 지 올리베이라 시우바(포르투갈어: Felipe de Oliveira Silva, 1990년 5월 28일 ~ )는 브라질의 축구 선수로, 포지션은 공격형 미드필더다. 통상 펠리피 시우바라고 불리는 그는 2022년 현재 캄페오나투 브라질레이루 세리이 B의 인테르 지 리메이라에서 활약하고 있다.